# Multitude (album)
Multitude is het derde studioalbum van Stromae. Het werd uitgebracht op 4 maart 2022 via het platenlabel Mosaert. Het was Stromae's eerste studioalbum sinds Racine carrée in 2013. De eerste single, Santé, werd uitgebracht op 15 oktober 2021. De tweede single L'enfer werd uitgebracht op 9 januari 2022. Het nummer werd een nummer 1-hit in zowel Vlaanderen als Wallonië. 

## Aanloop
In 2015 zette Stromae zijn muziekcarrière stop voor onbepaalde duur, omdat hij slecht reageerde op een malariamedicijn. Rond 2017 laat hij muzikaal opnieuw van zich horen, door een gastoptreden te geven bij een concert van Orelsan. Ook regisseren hij en zijn broer de videoclip voor Hostage van Billie Eilish. Ook zingt hij in 2019 mee in Arabeque van Coldplay. Toch komt er geen nieuw eigen werk, zij het de soundtrack (Défiler) voor een modeshow van zijn kledingmerk Mosaert.
Op 15 oktober werd dan uit het niets de eerste single van dit album uitgegeven. Pas op 8 december werd informatie over het nieuwe album prijsgegeven.

## Promotie

### Tournee
Op 8 december 2021 werd naast de hoes en titel van het derde studioalbum ook al een bijhorende tournee bekendgemaakt. Er werden een vijftigtal shows aangekondigd verspreid over Europa. De avant-première van de tournee startte in Brussel, Parijs en Amsterdam in februari 2022. Vervolgens worden er in de zomer van 2022 tal van shows gegeven op grote festivals zoals Werchter Boutique, Rock en Seine en het Amerikaanse Coachella, In 2023 stonden er verschillende arena's (en stadions) zoals  het Parijse La Défense Arena en Stade Pierre Mauroy in Rijsel gepland. Deze shows gingen niet door, door de gezondheidsproblemen van de zanger. Op 17 maart 2023 gaf hij de laatste show van zijn tournee in Brussel.

## Tracklist
| Nr.                | Titel                  | Schrijver(s)                        | Producent(en)                             | Duur |
| ------------------ | ---------------------- | ----------------------------------- | ----------------------------------------- | ---- |
| 1.                 | "Invaincu"             | Stromae                             | Stromae                                   | 2:05 |
| 2.                 | "Santé"                | Stromae, Juanpaio Toch, Moon Willis | Stromae                                   | 3:10 |
| 3.                 | "La solassitude"       | Stromae                             | Stromae, Peter Philips, Lionel Capouillez | 3:02 |
| 4.                 | "Fils de joie"         | Stromae                             | Stromae, Lionel Capouillez, Peter Philips | 3:15 |
| 5.                 | "L'enfer"              | Stromae                             | Lionel Capouillez, Peter Philips          | 3:09 |
| 6.                 | "C'est que du bonheur" | Stromae                             | Lionel Capouillez, Peter Philips          | 2:42 |
| 7.                 | "Pas vraiment"         | Stromae                             | Lionel Capouillez, Peter Philips          | 2:42 |
| 8.                 | "Riez"                 | Stromae                             | Lionel Capouillez, Peter Philips          | 3:21 |
| 9.                 | "Mon amour"            | Stromae                             | Lionel Capouillez, Peter Philips          | 2:52 |
| 10.                | "Déclaration"          | Stromae                             | Lionel Capouillez, Peter Philips          | 3:04 |
| 11.                | "Mauvaise journée"     | Stromae, Orelsan                    | Lionel Capouillez, Peter Philips          | 3:07 |
| 12.                | "Bonne journée"        | Stromae, Orelsan                    | Lionel Capouillez, Peter Philips          | 3:12 |
| Totale duur: 35:35 |                        |                                     |                                           |      |

## Hitnoteringen

### NederlandseAlbum Top 100
| Hitnotering: 12-03-2022 t/m 24-09-2022 03-12-2022 t/m 21-01-2023 | Hitnotering: 12-03-2022 t/m 24-09-2022 03-12-2022 t/m 21-01-2023 | Hitnotering: 12-03-2022 t/m 24-09-2022 03-12-2022 t/m 21-01-2023 | Hitnotering: 12-03-2022 t/m 24-09-2022 03-12-2022 t/m 21-01-2023 | Hitnotering: 12-03-2022 t/m 24-09-2022 03-12-2022 t/m 21-01-2023 | Hitnotering: 12-03-2022 t/m 24-09-2022 03-12-2022 t/m 21-01-2023 | Hitnotering: 12-03-2022 t/m 24-09-2022 03-12-2022 t/m 21-01-2023 | Hitnotering: 12-03-2022 t/m 24-09-2022 03-12-2022 t/m 21-01-2023 | Hitnotering: 12-03-2022 t/m 24-09-2022 03-12-2022 t/m 21-01-2023 | Hitnotering: 12-03-2022 t/m 24-09-2022 03-12-2022 t/m 21-01-2023 | Hitnotering: 12-03-2022 t/m 24-09-2022 03-12-2022 t/m 21-01-2023 | Hitnotering: 12-03-2022 t/m 24-09-2022 03-12-2022 t/m 21-01-2023 | Hitnotering: 12-03-2022 t/m 24-09-2022 03-12-2022 t/m 21-01-2023 | Hitnotering: 12-03-2022 t/m 24-09-2022 03-12-2022 t/m 21-01-2023 | Hitnotering: 12-03-2022 t/m 24-09-2022 03-12-2022 t/m 21-01-2023 | Hitnotering: 12-03-2022 t/m 24-09-2022 03-12-2022 t/m 21-01-2023 | Hitnotering: 12-03-2022 t/m 24-09-2022 03-12-2022 t/m 21-01-2023 | Hitnotering: 12-03-2022 t/m 24-09-2022 03-12-2022 t/m 21-01-2023 | Hitnotering: 12-03-2022 t/m 24-09-2022 03-12-2022 t/m 21-01-2023 | Hitnotering: 12-03-2022 t/m 24-09-2022 03-12-2022 t/m 21-01-2023 | Hitnotering: 12-03-2022 t/m 24-09-2022 03-12-2022 t/m 21-01-2023 |
| Week:                                                            | 1                                                                | 2                                                                | 3                                                                | 4                                                                | 5                                                                | 6                                                                | 7                                                                | 8                                                                | 9                                                                | 10                                                               | 11                                                               | 12                                                               | 13                                                               | 14                                                               | 15                                                               | 16                                                               | 17                                                               | 18                                                               | 19                                                               | 20                                                               |
| ---------------------------------------------------------------- | ---------------------------------------------------------------- | ---------------------------------------------------------------- | ---------------------------------------------------------------- | ---------------------------------------------------------------- | ---------------------------------------------------------------- | ---------------------------------------------------------------- | ---------------------------------------------------------------- | ---------------------------------------------------------------- | ---------------------------------------------------------------- | ---------------------------------------------------------------- | ---------------------------------------------------------------- | ---------------------------------------------------------------- | ---------------------------------------------------------------- | ---------------------------------------------------------------- | ---------------------------------------------------------------- | ---------------------------------------------------------------- | ---------------------------------------------------------------- | ---------------------------------------------------------------- | ---------------------------------------------------------------- | ---------------------------------------------------------------- |
| Positie:                                                         | 1                                                                | 1                                                                | 1                                                                | 3                                                                | 3                                                                | 4                                                                | 6                                                                | 7                                                                | 9                                                                | 12                                                               | 18                                                               | 19                                                               | 22                                                               | 33                                                               | 33                                                               | 40                                                               | 48                                                               | 64                                                               | 59                                                               | 54                                                               |
| Week:                                                            | 21                                                               | 22                                                               | 23                                                               | 24                                                               | 25                                                               | 26                                                               | 27                                                               | 28                                                               | 29                                                               |                                                                  | 30                                                               | 31                                                               | 32                                                               | 33                                                               | 34                                                               | 35                                                               | 36                                                               | 37                                                               |                                                                  |                                                                  |
| Positie:                                                         | 55                                                               | 37                                                               | 89                                                               | 62                                                               | 13                                                               | 21                                                               | 43                                                               | 59                                                               | 75                                                               | uit                                                              | 19                                                               | 60                                                               | 57                                                               | 50                                                               | 100                                                              | 48                                                               | 70                                                               | 82                                                               | uit                                                              |                                                                  |

### VlaamseUltratop 200
| Hitnotering: 12-03-2022 t/m 29-07-2023 | Hitnotering: 12-03-2022 t/m 29-07-2023 | Hitnotering: 12-03-2022 t/m 29-07-2023 | Hitnotering: 12-03-2022 t/m 29-07-2023 | Hitnotering: 12-03-2022 t/m 29-07-2023 | Hitnotering: 12-03-2022 t/m 29-07-2023 | Hitnotering: 12-03-2022 t/m 29-07-2023 | Hitnotering: 12-03-2022 t/m 29-07-2023 | Hitnotering: 12-03-2022 t/m 29-07-2023 | Hitnotering: 12-03-2022 t/m 29-07-2023 | Hitnotering: 12-03-2022 t/m 29-07-2023 | Hitnotering: 12-03-2022 t/m 29-07-2023 | Hitnotering: 12-03-2022 t/m 29-07-2023 | Hitnotering: 12-03-2022 t/m 29-07-2023 | Hitnotering: 12-03-2022 t/m 29-07-2023 | Hitnotering: 12-03-2022 t/m 29-07-2023 | Hitnotering: 12-03-2022 t/m 29-07-2023 | Hitnotering: 12-03-2022 t/m 29-07-2023 | Hitnotering: 12-03-2022 t/m 29-07-2023 | Hitnotering: 12-03-2022 t/m 29-07-2023 | Hitnotering: 12-03-2022 t/m 29-07-2023 |
| Week:                                  | 1                                      | 2                                      | 3                                      | 4                                      | 5                                      | 6                                      | 7                                      | 8                                      | 9                                      | 10                                     | 11                                     | 12                                     | 13                                     | 14                                     | 15                                     | 16                                     | 17                                     | 18                                     | 19                                     | 20                                     |
| -------------------------------------- | -------------------------------------- | -------------------------------------- | -------------------------------------- | -------------------------------------- | -------------------------------------- | -------------------------------------- | -------------------------------------- | -------------------------------------- | -------------------------------------- | -------------------------------------- | -------------------------------------- | -------------------------------------- | -------------------------------------- | -------------------------------------- | -------------------------------------- | -------------------------------------- | -------------------------------------- | -------------------------------------- | -------------------------------------- | -------------------------------------- |
| Positie:                               | 1                                      | 1                                      | 1                                      | 2                                      | 4                                      | 3                                      | 4                                      | 6                                      | 7                                      | 7                                      | 10                                     | 13                                     | 11                                     | 11                                     | 10                                     | 6                                      | 5                                      | 6                                      | 5                                      | 7                                      |
| Week:                                  | 21                                     | 22                                     | 23                                     | 24                                     | 25                                     | 26                                     | 27                                     | 28                                     | 29                                     | 30                                     | 31                                     | 32                                     | 33                                     | 34                                     | 35                                     | 36                                     | 37                                     | 38                                     | 39                                     | 40                                     |
| Positie:                               | 7                                      | 6                                      | 11                                     | 13                                     | 11                                     | 15                                     | 17                                     | 22                                     | 32                                     | 18                                     | 32                                     | 44                                     | 43                                     | 43                                     | 41                                     | 48                                     | 51                                     | 61                                     | 46                                     | 24                                     |
| Week:                                  | 41                                     | 42                                     | 43                                     | 44                                     | 45                                     | 46                                     | 47                                     | 48                                     | 49                                     | 50                                     | 51                                     | 52                                     | 53                                     | 54                                     | 55                                     | 56                                     | 57                                     | 58                                     | 59                                     | 60                                     |
| Positie:                               | 21                                     | 13                                     | 19                                     | 14                                     | 15                                     | 13                                     | 41                                     | 10                                     | 17                                     | 10                                     | 22                                     | 28                                     | 22                                     | 18                                     | 10                                     | 34                                     | 41                                     | 66                                     | 64                                     | 73                                     |
| Week:                                  | 61                                     | 62                                     | 63                                     | 64                                     | 65                                     | 66                                     | 67                                     | 68                                     | 69                                     | 70                                     | 71                                     | 72                                     | 73                                     |                                        |                                        |                                        |                                        |                                        |                                        |                                        |
| Positie:                               | 86                                     | 72                                     | 57                                     | 115                                    | 113                                    | 102                                    | 87                                     | 130                                    | 82                                     | 167                                    | 136                                    | 153                                    | 108                                    | uit                                    |                                        |                                        |                                        |                                        |                                        |                                        |